# 考哈瓦机场
考哈瓦机场（芬蘭語：Kauhavan lentokenttä，IATA：KAU，ICAO：EFKA），是芬兰的一座军用机场，位于芬兰西部的考哈瓦市镇。2005年以前，芬兰空军飞行员训练均在考哈瓦机场进行，而目前则由位于蒂卡科斯基的芬兰空军学院承担。